# Markus Gabriel
Markus Gabriel er en internationalt anerkendt tysk fagfilosof og bestseller-forfatter. Han er ansat som professor i filosofi ved universitetet i Bonn, hvor han også er ditektør for centret for international filosofi.
De senere år er han især blevet kendt for sin kritik af de reduktionistiske tendenser i neurovidenskaben. Ifølge Gabriel tages der fejl, når menneskets bevidsthed reduceres til hjernen. Det påpeges i hans bog I am Not a Brain: Philosophy of Mind for the 21st Century.
Hans bog Hvorfor verden ikke findes er oversat til dansk. Her viser Gabriel, at naturvidenskaberne tager fejl, hvis de tror, at de kan forklare hele verden. Ifølge Gabriel er en stor del af virkeligheden nemlig ikke styret af naturens love.
I hans seneste bog Des Sinn des Denkens fra 2018 viser han, at menneskets tænkning ikke kan reduceres til biologi.
Markus Gabriel var hovedtaler ved Dansk Filosofisk Selskabs årsmøde på Roskilde Universitet i 2018. Han har desuden været gæsteprofessor ved Aarhus Universitet.

## Værker
- Der Mensch im Mythos: Untersuchungen über Ontotheologie, Anthropologie und Selbstbewusstseinsgeschichte in Schellings „Philosophie der Mythologie“. Walter de Gruyter, 2006 (ISBN 978-3-11-019036-6).
- An den Grenzen der Erkenntnistheorie. Die notwendige Endlichkeit des objektiven Wissens als Lektion des Skeptizismus. Karl Alber, 2008 (ISBN 978-3-495-48318-3).
- Antike und moderne Skepsis zur Einführung. Junius, Hamburg 2008, ISBN 3-88506-649-1.
- Mythology, Madness, and Laughter: Subjectivity in German Idealism (with Slavoj Žižek). Continuum, 2009.
- Skeptizismus und Idealismus in der Antike. Suhrkamp, 2009 (ISBN 978-3-518-29519-9).
- Die Erkenntnis der Welt. Eine Einführung in die Erkenntnistheorie.Karl Alber, Freiburg i. Br./München 2012. ISBN 978-3-495-48522-4.
- Warum es die Welt nicht gibt. Ullstein, Berlin 2013, ISBN 978-3-550-08010-4. (Why the World does not Exist, Polity Press, 2015, ISBN 9780745687568)
- Fields of Sense: A New Realist Ontology. Edinburgh University Press, 2015 ISBN 978-0-7486-9289-7.
- I am Not a Brain: Philosophy of Mind for the 21st Century. Polity Press, 2017 (ISBN 9781509514755).
- Neo-Existentialism. Polity Press, 2018 (ISBN 9781509532476).
- Hvorfor verden ikke findes. Philosophia 2018
- Der Sinn des Denkens. Ullstein 2018